# Нижний Баскунчак (станция)
Ни́жний Баскунча́к — тупиковая железнодорожная станция Астраханского региона Приволжской железной дороги на неэлектрифицированной линии Волгоград I — Нижний Баскунчак. Расположена в посёлке Нижний Баскунчак Астраханской области.

## История
Станция Нижний Баскунчак была открыта в 1881 году вместе с открытием Баскунчакской железной дороги. Дорога была построена с целью перевозки соли с озера Баскунчак до станции Владимировка, расположенной на реке Волге, откуда соль поставлялась в другие регионы России.
В 2008 году на станции был проведён капитальный ремонт. Объем инвестиций направленных на реконструкцию станции составил 125 миллионов рублей.

## Описание
Станция расположена в посёлке Нижний Баскунчак Ахтубинского района Астраханской области. Является ведомственной, хотя отображается в официальных картах РЖД, и принадлежит ПАО «Бассоль». По ней осуществляются только грузовые перевозки (вывоз соли).
Работа осуществляется по параграфу 11н (приём и выдача крупнотоннажных 20-футовых контейнеров соли массой брутто до 41 тонны включительно на подъездных путях (путях необщего пользования) Тарифного руководства № 4 на железнодорожном пути необщего пользования № 3 протяженностью 450 м.:
- для выполнения грузовых операций с крупнотоннажными контейнерами (без снятия их с платформ);
- для выполнения грузовых операций с порожними крупнотоннажными контейнерами (без снятия их с платформ).

Движение на станции регулируется с использованием современных конструкций с централизованным управлением, уложенных на железобетон. Впервые на Приволжской магистрали применено электронное устройство счёта осей вагонов. Это устройство передаёт на пульт дежурного по станции информацию о количестве проследовавших вагонов и направлении движущегося состава. На обычных станциях такая информация передаётся через электрические рельсовые цепи, но в условиях засоленности балласта и близости подпочвенных вод подобная технология в Нижнем Баскунчаке не подходит.

## Фотогалерея

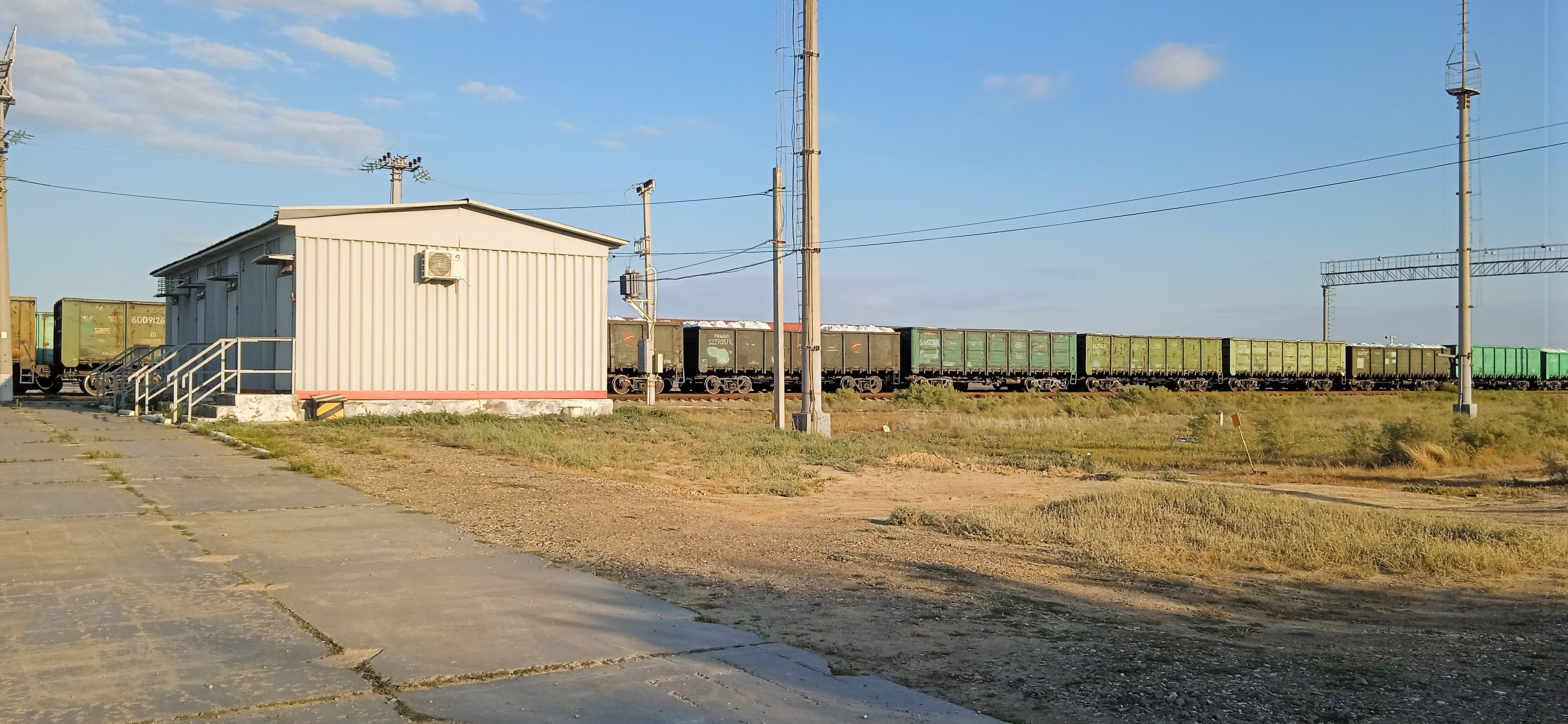
На станции Нижний Баскунчак
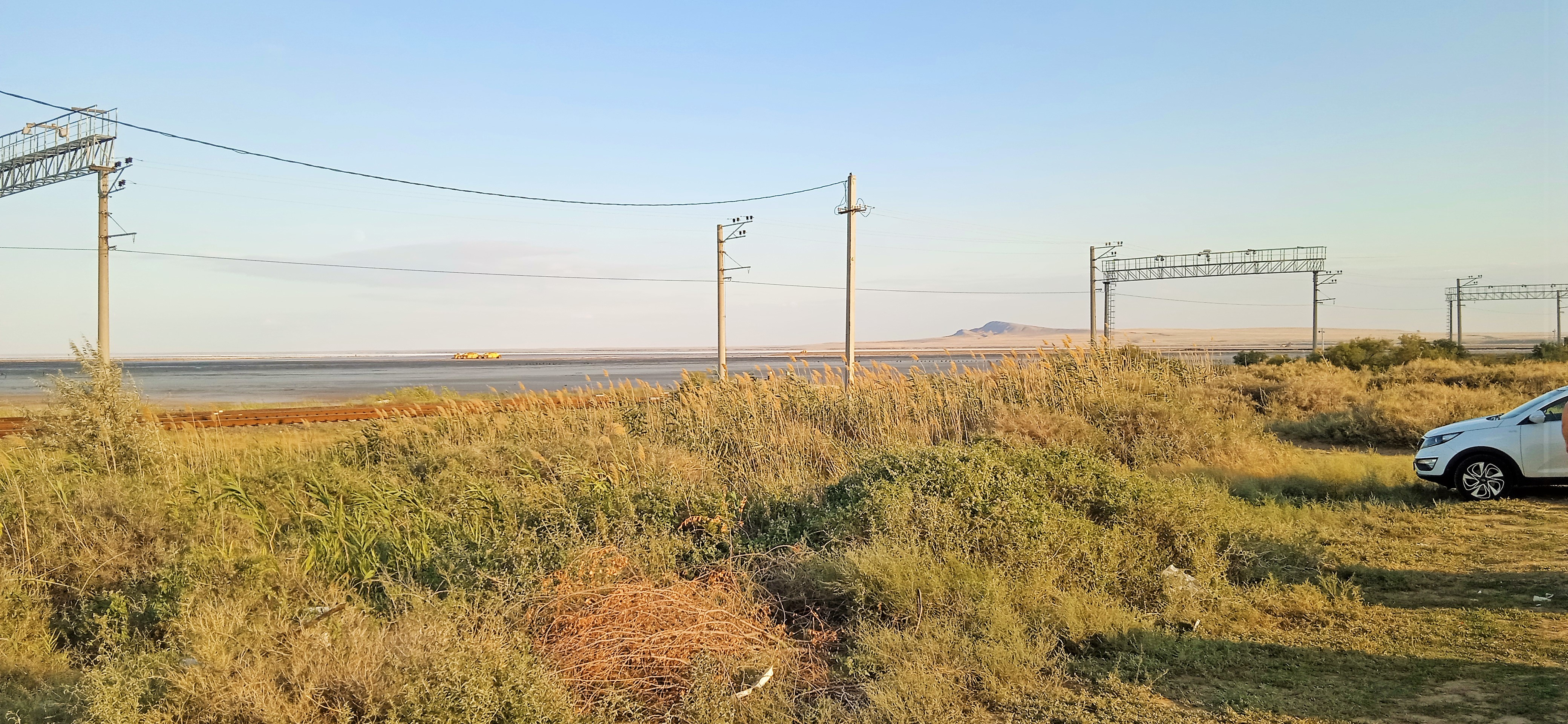
Железная дорога вдоль озера
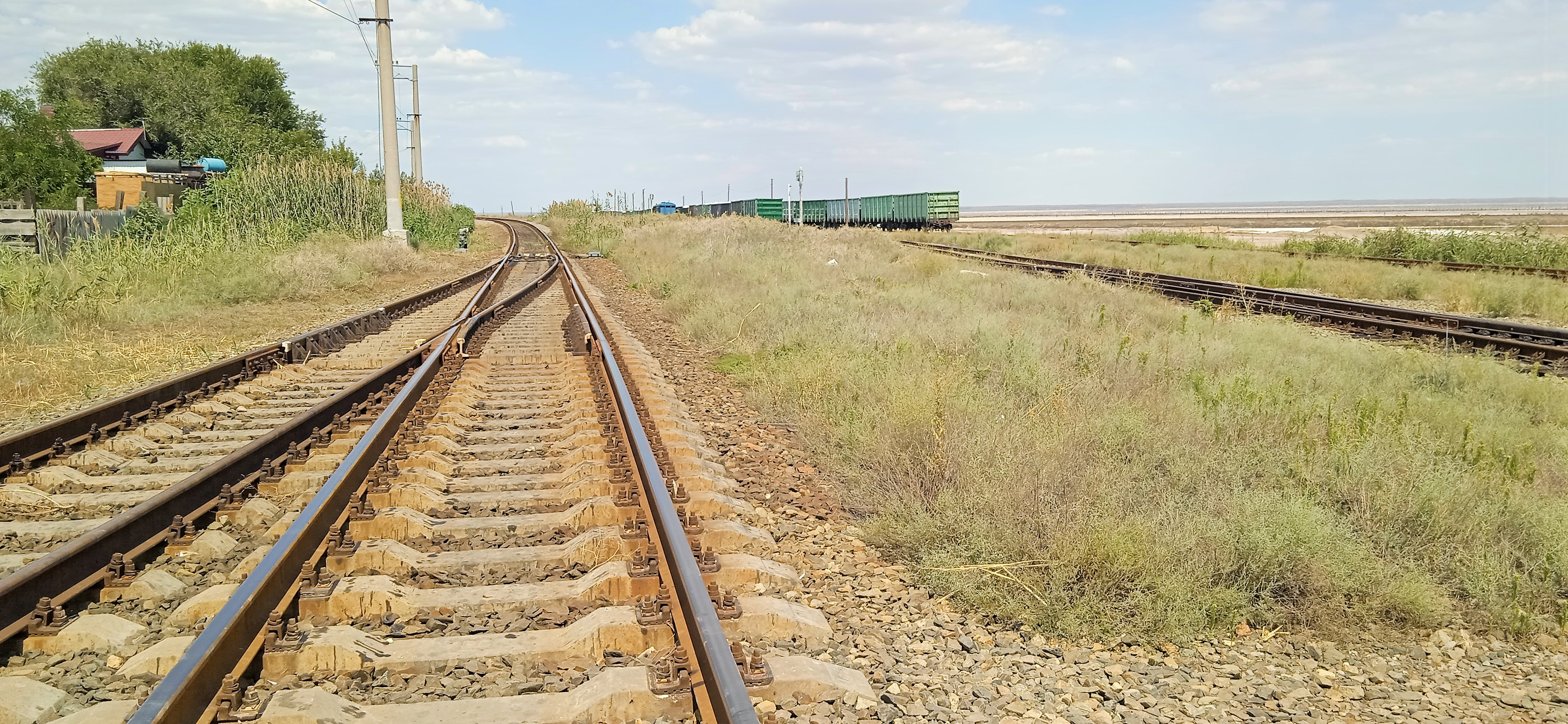
Путевое развитие вдоль озера (на север)
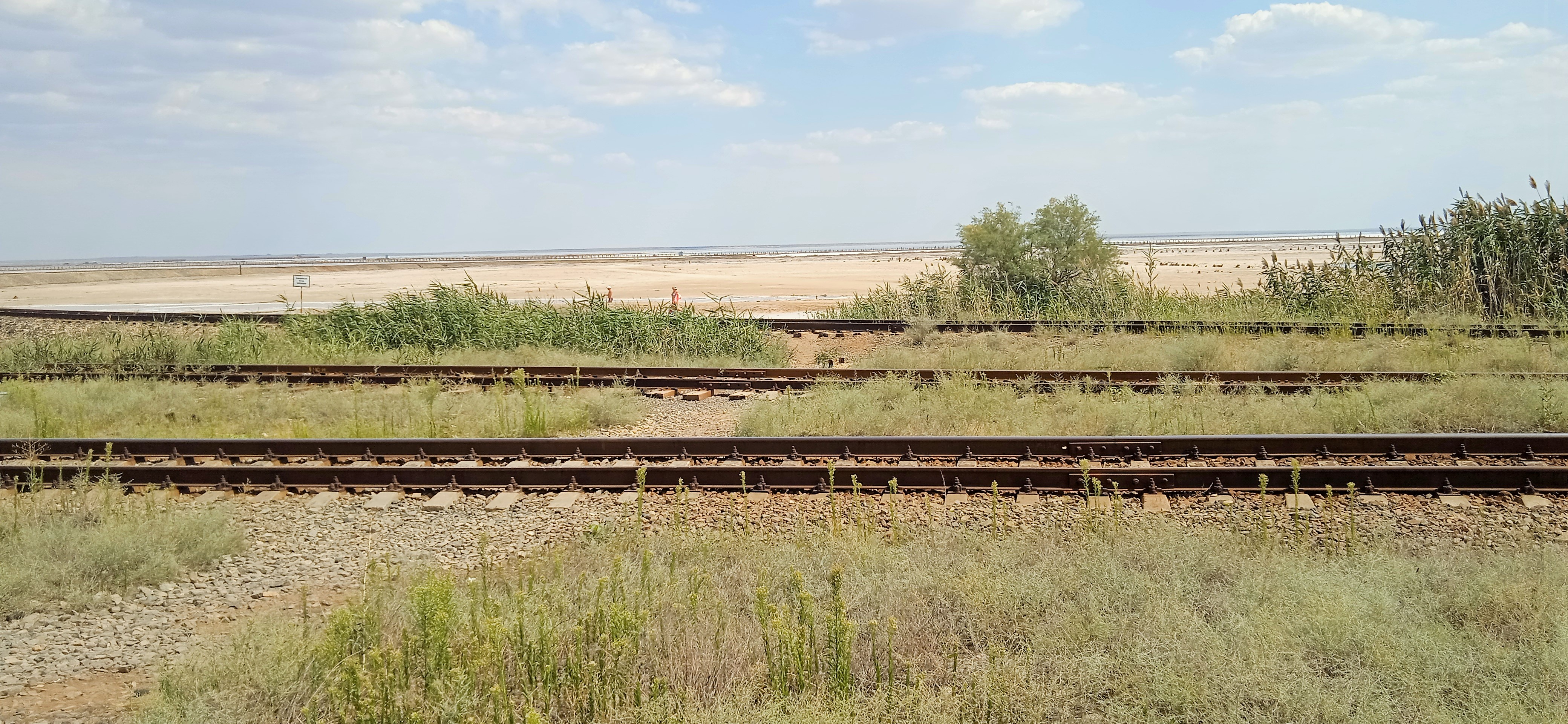
Пешеходный проход к озеру
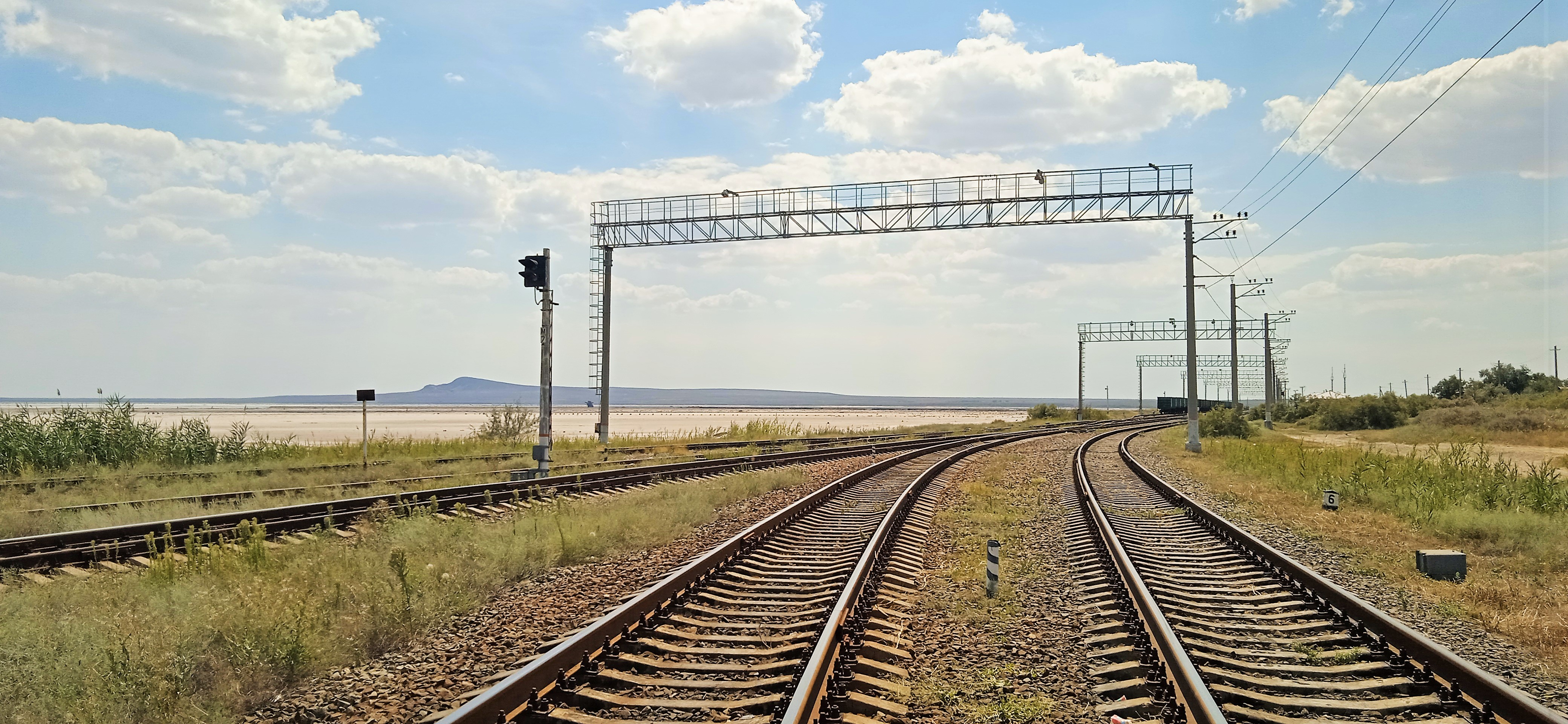
Путевое развитие вдоль озера (на юг)
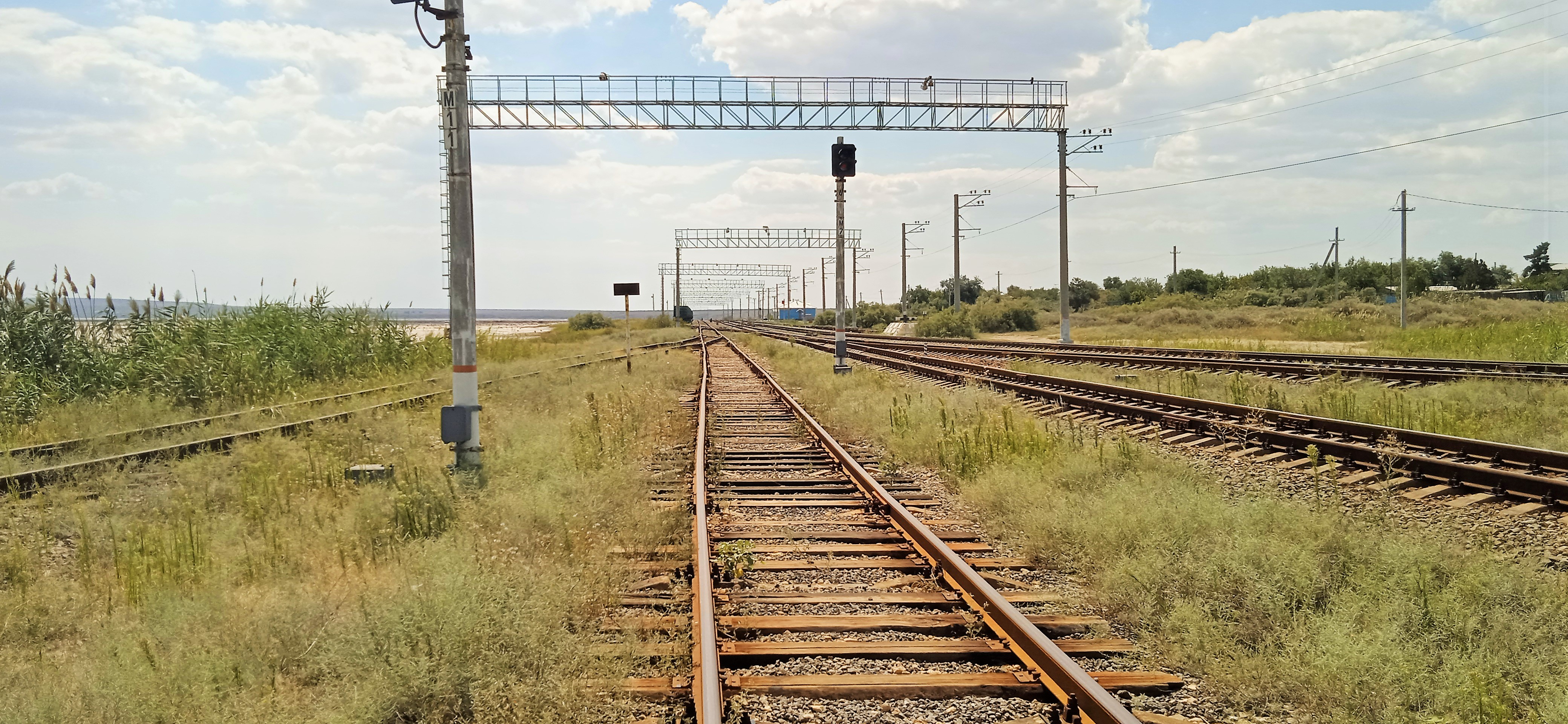
Путевое развитие вдоль озера (на юг)